# Wietstock (Altwigshagen)
Wietstock – dzielnica gminy Altwigshagen w Niemczech, w kraju związkowym Meklemburgia-Pomorze Przednie, w powiecie Vorpommern-Greifswald, w Związku Gmin Anklam-Land. Do 31 grudnia 2010 była to samodzielna gmina.